# Gunung
Gunung (veraltet auch Goenoeng; mit gleicher Aussprache der niederländischen Schreibweise folgend) ist in der indonesischen und malaiischen Sprache die Bezeichnung für einen Berg oder Vulkan und wird auch als Namenszusatz verwendet. Veraltet wird der Namenszusatz auch für Berge in Osttimor verwendet.
Bekannte Berge in Indonesien und Malaysia sind:
- Gunung Agung
- Gunung Batur
- Gunung Belumut
- Gunung Besar
- Gunung Binaja
- Gunung Bromo
- Gunung Galunggung
- Gunung Jaya
- Gunung Kerinci
- Gunung Kinabalu
- Gunung Korbu
- Gunung Liangpran
- Gunung Mebo
- Gunung Merapi
- Gunung Merbabu
- Gunung Papandayan
- Gunung Porekautimbu
- Gunung Rinjani
- Gunung Sebayan
- Gunung Sonjol
- Gunung Tahan
- Gunung Tentolotianan

Von den Bergen abgeleitet ist Gunung auch Namensbestandteil einiger Nationalparks:
- Nationalpark Gunung Gede-Pangrango
- Nationalpark Gunung Halimun
- Nationalpark Gunung Leuser
- Nationalpark Gunung Lorentz
- Nationalpark Gunung Palung
- Nationalpark Gunung Rinjani
- Nationalpark Mamberama Pegunungan Foja